# Устав Федеративне Народне Републике Југославије
Устав Федеративне Народне Републике Југославије је био устав, односно највиши правни акт Федеративне Народне Републике Југославије. Донет је 31. јануара 1946. године, на заједничкој седници оба дома Уставотворне скупштине ФНРЈ. Доношењем овог устава, окончан је процес уставно-правног конституисања ФНРЈ, који је започео 29. новембра 1945. године, доношењем Декларације о проглашењу Федеративне Народне Републике Југославије.

## Одредбе
Доношењем Устава ФНРЈ, реализована су основна програмска опредељења која су била назначена у Декларацији о проглашењу Федеративне Народне Републике Југославије од 29. новембра 1945. године. Кључним одредбама, потврђен је републикански облик државног уређења и успостављена је федеративна структура југословенске државе. Доношењем овог устава, коначно су разрешене дилеме о називу федералних јединица, које су прозване "народним републикама". Поред шест "народних република", уставом је било потврђено и постојање Аутономне покрајине Војводине и Аутономне Косовско-Метохијске Области, у саставу НР Србије. Устав је такође предвиђао и могућност стварања нових аутономних покрајина и аутономних области. У тексту устава, народи Југославије су поменути уопштено, без појединачног навођења било ког народа.
Друго битно обележје је угледање на Устав СССР-а 1936. године (тзв. Стаљинов устав). Устав је садржао одредбе о доминантном положају државне својине, организацији власти на начелу јединства власти и дихотомну поделу свих државних органа на органе државне власти и органе државне управе.
Подела надлежности постојала је између савезне државе, република чланица, територијалне самоуправе и локалне самоуправе. На истом нивоу власти постојало је начело јединства власти, а вертикално уређење било је базирано на начелу тзв. демократског централизма, који је дефинисао водећи уставотворац тог времена Едвард Кардељ. То је у ствари значило увођење етатистичког друштвеног и централистичког државног уређења и поред номиналног федерализма. Идеолошки, политички и други облици плурализма били су искључени.

## Пракса
Овај Устав ће омогућити учвршћавање нове власти у земљи, али ће убрзо кренути процес његовог мењања услед сукоба са СССР-ом, доскорашњим савезником и узором. Југословенски пут у социјализам отпочеће уставним променама 1950. и 1952. године, а суштинска промене уследиће Уставним законом о основама друштвеног и политичког уређења ФНРЈ и савезним органима власти, 1953. године.